# Lido Vieri
Lido Vieri (Piombino, 16 luglio 1939) è un ex calciatore e allenatore di calcio italiano, di ruolo portiere. Con la nazionale italiana  è stato campione d'Europa nel 1968 e vicecampione del mondo nel 1970.

## Caratteristiche tecniche
Portiere dotato di forte personalità e fisico robusto, spiccava per l'eleganza nei movimenti, Senza tuttavia rinunciare alla concretezza: aveva infatti una spiccata predisposizione a bloccare il pallone o, in alternativa, a respingerlo lateralmente, per evitare possibili ribattute a rete, e a prodursi in tempestivi interventi in uscita alta.

## Carriera

### Giocatore

#### Club
Venne ingaggiato a soli 15 anni nelle giovanili del Torino: fu uno dei ragazzi sui quali la dirigenza granata puntò per ricostruire la squadra ancora prostrata dalla tragedia di Superga.
A 18 anni, nel 1957, fu inviato in prestito al Vigevano, tornando in maglia granata l'anno successivo ed esordendo in Serie A il 21 settembre 1958 in Torino-Alessandria 6-1. Rimase a difesa della porta granata fino al 1969. Collezionò 357 presenze (275 in campionato, 46 in Coppa Italia e 36 in Europa), risultando fino ad oggi il quinto assoluto nella storia del Torino. Con i granata vinse la Coppa Italia nel 1968 e nella stagione 1962-1963 vinse il "Premio Combi" quale miglior portiere della Serie A.

Vieri anticipa in tuffo Bettega nel derby d'Italia del 7 gennaio 1973

Nell'estate del 1969 fu ceduto all'Inter, squadra con la quale vinse lo scudetto nella stagione 1970-1971; nella stessa stagione mantenne la propria porta inviolata per 685 minuti, stabilendo un record per il club nerazzurro (successivamente superato da Ivano Bordon). Con i nerazzurri collezionò 199 presenze (140 in campionato, 36 in Coppa Italia e 23 in Europa).
Dopo la definitiva esplosione di Bordon come titolare, lasciò l'Inter nel 1976 per andare a giocare nella Pistoiese, in Serie C. Qui contribuì alla promozione della squadra in Serie B (1976-1977) e alla salvezza nella stagione successiva. Alla fine della stagione 1979-1980, a 41 anni, si ritirò dall'attività agonistica per intraprendere la carriera da allenatore.

#### Nazionale
In Nazionale esordì il 27 marzo 1963 nella partita di Istanbul Turchia-Italia 0-1, insieme a Giacinto Facchetti, giocando in totale 4 partite fino al 1970 e figurando come terzo portiere sia tra i convocati per il vittorioso campionato d'Europa 1968 casalingo, sia per il campionato del mondo 1970 in Messico.

### Allenatore
Da tecnico, la prima panchina di Lido Vieri fu quella della sua ultima squadra professionistica da giocatore, la Pistoiese, in Serie A 1980/81: dopo un avvio di campionato stentato, la società prima lo esonerò, salvo poi reintegrarlo per affiancarlo a Edmondo Fabbri. Dopo la retrocessione, l'anno seguente allenò il Siracusa in Serie C, cui fecero seguito, tra le altre, la Massese, la Carrarese e la Juve Stabia a più riprese.
Passò poi all'incarico di allenatore dei portieri, che lo vide per molto tempo impegnato nella preparazione degli estremi difensori del Torino (fino al 2005).
 Luca Marchegiani, portiere del Torino dal 1988 al 1993, spese parole di elogio nei confronti di Vieri, ritenendo il suo apporto fondamentale per il proprio sviluppo tecnico. Con i granata, in più stagioni, Vieri sedette anche in panchina in sostituzione del primo allenatore esonerato.
Nella stagione 2005-2006 fu allenatore dei portieri del Pontassieve Ha anche collaborato come istruttore alla Scuola Calcio "Gabetto" di Torino.
Nel febbraio 2006, come personaggio dello sport torinese del passato e del presente, ha sfilato allo Stadio Olimpico in occasione della cerimonia d'apertura dei XX Giochi olimpici invernali.
A novembre 2024 riceve a Vibo Valentia il prestigioso Premio Sportivo "Salvatore La Gamba" per la straordinaria carriera.

## Statistiche

### Presenze e reti nei club
| Stagione         | Squadra          | Campionato       | Campionato | Campionato | Coppe nazionali | Coppe nazionali | Coppe nazionali | Coppe continentali | Coppe continentali | Coppe continentali | Altre coppe | Altre coppe | Altre coppe | Totale | Totale |
| Stagione         | Squadra          | Comp             | Pres       | Reti       | Comp            | Pres            | Reti            | Comp               | Pres               | Reti               | Comp        | Pres        | Reti        | Pres   | Reti   |
| ---------------- | ---------------- | ---------------- | ---------- | ---------- | --------------- | --------------- | --------------- | ------------------ | ------------------ | ------------------ | ----------- | ----------- | ----------- | ------ | ------ |
| 1957-1958        | Vigevano         | C                | 31         | -33        | -               | -               | -               | -                  | -                  | -                  | -           | -           | -           | 31     | -33    |
| 1958-1959        | Torino           | A                | 20         | -39        | CI+CI           | 6+3             | -6 + -7         | -                  | -                  | -                  | -           | -           | -           | 29     | -52    |
| 1959-1960        | Torino           | B                | 6          | -4         | CI              | 2               | -5              | -                  | -                  | -                  | -           | -           | -           | 8      | -9     |
| 1960-1961        | Torino           | A                | 24         | -25        | CI              | 2               | -2              | -                  | -                  | -                  | -           | -           | -           | 26     | -27    |
| 1961-1962        | Torino           | A                | 13         | -17        | CI              | 1               | -2              | -                  | -                  | -                  | CA          | 7           | -8          | 21     | -27    |
| 1962-1963        | Torino           | A                | 34         | -38        | CI              | 5               | -7              | -                  | -                  | -                  | CM          | 3           | -7          | 42     | -52    |
| 1963-1964        | Torino           | A                | 25         | -28        | CI              | 5               | -3              | -                  | -                  | -                  | -           | -           | -           | 30     | -31    |
| 1964-1965        | Torino           | A                | 32         | -25        | CI              | 2               | -1              | CdC                | 9                  | -10                | -           | -           | -           | 43     | -36    |
| 1965-1966        | Torino           | A                | 34         | -34        | CI              | 1               | 0               | CdF                | 2                  | -2                 | -           | -           | -           | 37     | -36    |
| 1966-1967        | Torino           | A                | 33         | -26        | CI              | 2               | 0               | -                  | -                  | -                  | CdA         | 5           | -3          | 40     | -29    |
| 1967-1968        | Torino           | A                | 30         | -30        | CI              | 10              | -2              | -                  | -                  | -                  | -           | -           | -           | 40     | -32    |
| 1968-1969        | Torino           | A                | 24         | -21        | CI              | 7               | -9              | CdC                | 4                  | -3                 | CR          | 2           | -4          | 37     | -37    |
| Totale Torino    | Totale Torino    | Totale Torino    | 275        | -287       |                 | 46              | -44             |                    | 15                 | -15                |             | 17          | -22         | 353    | -368   |
| 1969-1970        | Inter            | A                | 29         | -19        | CI              | 6               | -4              | CdF                | 9                  | -6                 | -           | -           | -           | 44     | -29    |
| 1970-1971        | Inter            | A                | 24         | -18        | CI              | 3               | -3              | CdF                | 2                  | -2                 | CAI+TP      | 0+1         | 0 + -1      | 30     | -24    |
| 1971-1972        | Inter            | A                | 16         | -15        | CI              | 6               | -5              | CC                 | 4                  | -2                 | -           | -           | -           | 26     | -22    |
| 1972-1973        | Inter            | A                | 24         | -16        | CI              | 8               | -7              | CU                 | 5                  | -3                 | -           | -           | -           | 37     | -26    |
| 1973-1974        | Inter            | A                | 19         | -19        | CI              | 4               | -3              | CU                 | 2                  | -2                 | -           | -           | -           | 37     | -26    |
| 1974-1975        | Inter            | A                | 7          | -3         | CI              | 6               | -9              | CU                 | 1                  | 0                  | -           | -           | -           | 14     | -12    |
| 1975-1976        | Inter            | A                | 21         | -19        | CI              | 3               | 0               | -                  | -                  | -                  | -           | -           | -           | 24     | -19    |
| Totale Inter     | Totale Inter     | Totale Inter     | 140        | -109       |                 | 36              | -41             |                    | 23                 | -15                |             | 1           | -1          | 200    | -166   |
| 1976-1977        | Pistoiese        | C                | 35         | -?         | CI-S            | ?               | -?              | -                  | -                  | -                  | -           | -           | -           | 35+    | -?+    |
| 1977-1978        | Pistoiese        | B                | 28         | -32        | CI              | 1               | -2              | -                  | -                  | -                  | -           | -           | -           | 29     | -34    |
| 1978-1979        | Pistoiese        | B                | 0          | 0          | CI              | 0               | 0               | -                  | -                  | -                  | -           | -           | -           | 0      | 0      |
| 1979-1980        | Pistoiese        | B                | 0          | 0          | CI              | 0               | 0               | -                  | -                  | -                  | -           | -           | -           | 0      | 0      |
| Totale Pistoiese | Totale Pistoiese | Totale Pistoiese | 63         | -32+       |                 | 0+              | 0+              |                    | -                  | -                  |             | -           | -           | 63     | -32+   |
| Totale carriera  | Totale carriera  | Totale carriera  | 509        | -461+      |                 | 82+             | -85+            |                    | 38                 | -30                |             | 18          | -23         | 647    | -599   |

### Cronologia presenze e reti in nazionale
| Cronologia completa delle presenze e delle reti in nazionale ― Italia | Cronologia completa delle presenze e delle reti in nazionale ― Italia | Cronologia completa delle presenze e delle reti in nazionale ― Italia | Cronologia completa delle presenze e delle reti in nazionale ― Italia | Cronologia completa delle presenze e delle reti in nazionale ― Italia | Cronologia completa delle presenze e delle reti in nazionale ― Italia | Cronologia completa delle presenze e delle reti in nazionale ― Italia | Cronologia completa delle presenze e delle reti in nazionale ― Italia |
| Data                                                                  | Città                                                                 | In casa                                                               | Risultato                                                             | Ospiti                                                                | Competizione                                                          | Reti                                                                  | Note                                                                  |
| --------------------------------------------------------------------- | --------------------------------------------------------------------- | --------------------------------------------------------------------- | --------------------------------------------------------------------- | --------------------------------------------------------------------- | --------------------------------------------------------------------- | --------------------------------------------------------------------- | --------------------------------------------------------------------- |
| 27-3-1963                                                             | Istanbul                                                              | Turchia                                                               | 0 – 1                                                                 | Italia                                                                | Qual. Euro 1964                                                       | -                                                                     |                                                                       |
| 12-5-1963                                                             | Milano                                                                | Italia                                                                | 3 – 0                                                                 | Brasile                                                               | Amichevole                                                            | -                                                                     |                                                                       |
| 9-6-1963                                                              | Vienna                                                                | Austria                                                               | 0 – 1                                                                 | Italia                                                                | Amichevole                                                            | -                                                                     |                                                                       |
| 6-4-1968                                                              | Sofia                                                                 | Bulgaria                                                              | 3 – 2                                                                 | Italia                                                                | Qual. Euro 1968                                                       | -1                                                                    | 66’                                                                   |
| Totale                                                                |                                                                       | Presenze                                                              | 4                                                                     |                                                                       | Reti                                                                  | -1                                                                    |                                                                       |

## Palmarès

### Giocatore

#### Club
- Coppa Italia: 1

Torino: 1967-1968
- Campionato italiano: 1

Inter: 1970-1971
- Campionato italiano Serie C: 1

Pistoiese: 1976-1977 (girone B)

#### Nazionale
- Campionato d'Europa: 1

Italia 1968

#### Individuale
- "Premio Combi" quale miglior portiere della Serie A: 1

1962-1963

### Allenatore
- Campionato Interregionale: 1

Juventus Stabia: 1984-1985 (girone L)